# Pastor Rouaix
Pastor Rouaix Méndez (Tehuacán, Puebla; 19 de abril de 1874-Ciudad de México, 31 de diciembre de 1950) fue un político y revolucionario mexicano, uno de los primeros agraristas que llevó a cabo el reparto de la tierra a los campesinos. Nació en Tehuacán, Puebla pero pasó la mayor parte de su vida en Durango, localidad en la que ocupó en dos ocasiones el cargo de Gobernador.
Se dedicó al ejercicio de su profesión y fue uno de los autores de la primera carta topográfica de Durango. Posteriormente fue diputado al Congreso del Estado y luego Jefe Político —o sea, poder pseudodictatorial encima del gobernador mismo— desde donde ocupó por primera vez la gubernatura de Durango entre 1913 y 1914. Durante este periodo expidió la primera Ley Agraria del país, expropió latifundios y bienes eclesiásticos, estableció lo que el llamó el «primer pueblo libre» (término ambiguo y vago propio de la época revolucionaria) y junto a la División del Norte colaboró en la Toma de Torreón.
Posteriormente se ocupó de la Secretaría de Industria y Comercio en el gobierno del Primer Jefe del Ejército Constitucionalista Venustiano Carranza y luego Agricultura y Fomento. Desde estos cargos expidió la Ley Agraria del 6 de enero de 1915, que sería el inicio de la reforma agraria en todo el país.
Fue diputado al Congreso Constituyente de 1917 por su natal Tehuacán, y se le atribuye intervenir de manera fundamental en la redacción del Artículo 27 y 123. Al producirse la sublevación del Plan de Agua Prieta, permaneció fiel a Carranza y lo acompañó hasta su muerte en Tlaxcalantongo.
Volvió a la política en 1924 como diputado federal por Durango. En 1917 fue senador y por segunda vez gobernador de Durango por un año en 1931.
Su principal obra fue la ejecución del inicio de la Reforma Agraria, y su institución dentro de la Constitución de 1917.